# Johann Engelbert von Jabach
Johann Engelbert von Jabach (* 1697; † 14. August 1747) war Priester und Domherr im Erzbistum Köln.

## Leben
Der aus der wohlhabenden Kölner Familiendynastie Jabach stammende Jabach studierte 4 Jahre am Germanicum in Rom, wo er auch das Lizentiat beider Rechte erwarb. Nach seiner Rückkehr Kanoniker an St. Martin in Münstermaifeld und seit 1721 auch Kanoniker an St. Severin (Köln), promovierte er 1724 an der Universität Köln zum Dr. jur. utr. Bereits seit 1726 Kanoniker an St. Kunibert (Köln), wurde er 1728 Domherr in Köln. Erzbischof Clemens August I. von Bayern ernannte ihn 1735 zum Hofgerichtspräsidenten. Jabach, der auch Apostolischer Protonotar war, verzichtete vor dem 15. Juli 1745 auf sein Kanonikat an St. Severin.
Siehe auch: Liste der Kölner Offiziale, Liste der Kölner Domherren, Liste der Kölner Generalvikare, Liste der Kölner Weihbischöfe, Liste der Kölner Domdechanten, Liste der Kölner Dompröpste, Erzbistum Köln